# Cedar Dunes Provincial Park
Cedar Dunes Provincial Park är en park i Kanada.   Den ligger i provinsen Prince Edward Island, i den östra delen av landet, 900 km öster om huvudstaden Ottawa.
Terrängen runt Cedar Dunes Provincial Park är platt. Havet är nära Cedar Dunes Provincial Park åt sydväst. Trakten är glest befolkad. Närmaste större samhälle är O'Leary, 16,9 km nordost om Cedar Dunes Provincial Park. 